# Glasstraße

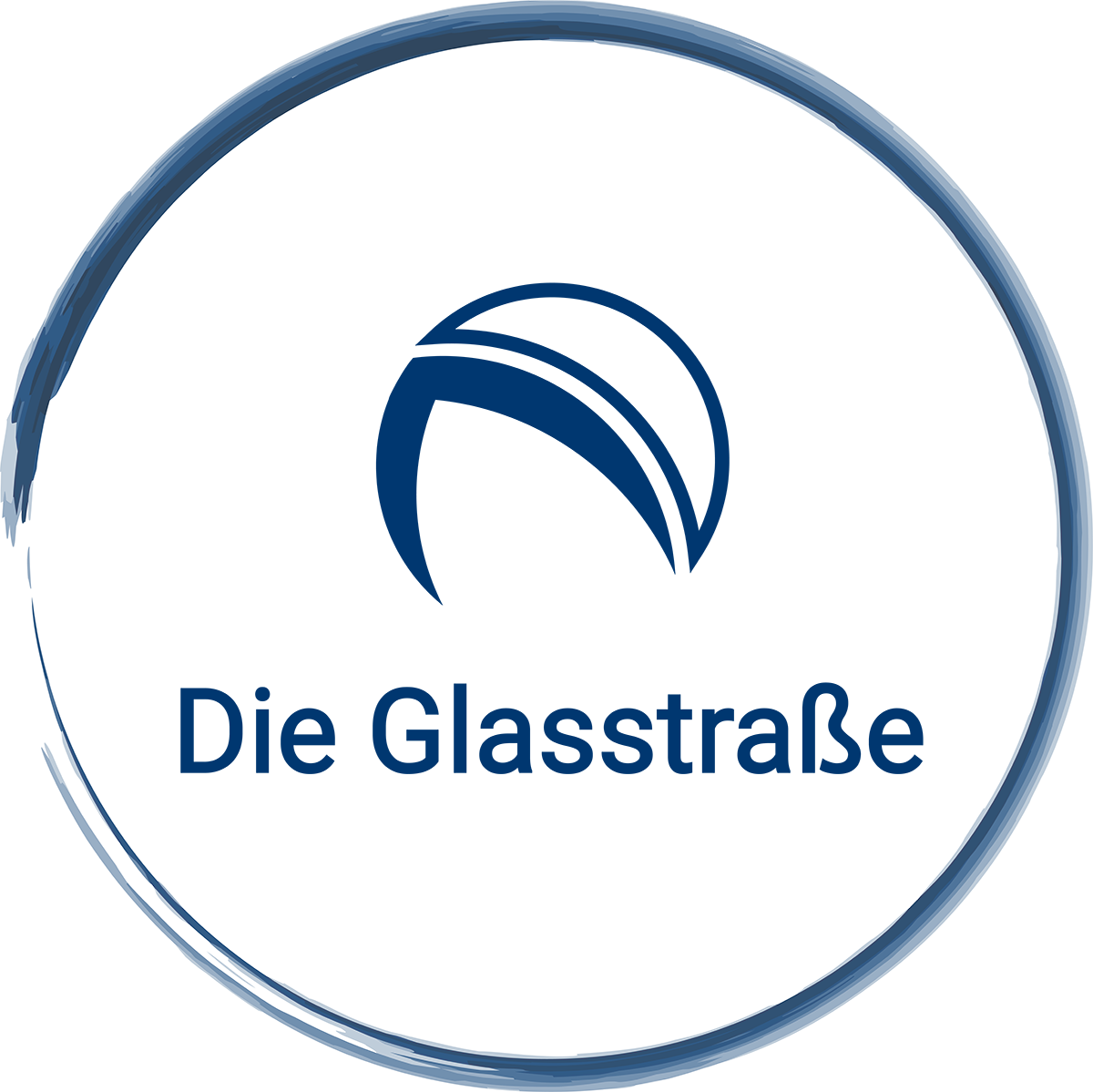

De Glasstraße is een toeristische autoroute in Beieren, Duitsland. De 250 kilometer lange bewegwijzerde route door Oost-Beieren (Beierse Woud en Oberpfälzer Wald) is gewijd aan de glasblazerij. De route loopt door de Landkreise Cham, Freyung-Grafenau, Neustadt an der Waldnaab, Passau, Regen, Schwandorf, Straubing-Bogen en Tirschenreuth. 